# Pselionemoides deconincki
Pselionemoides deconincki is een rondwormensoort. De wetenschappelijke naam van de soort is voor het eerst geldig gepubliceerd in 1972 door Vitiello & Haspeslagh.